# Treno molatore

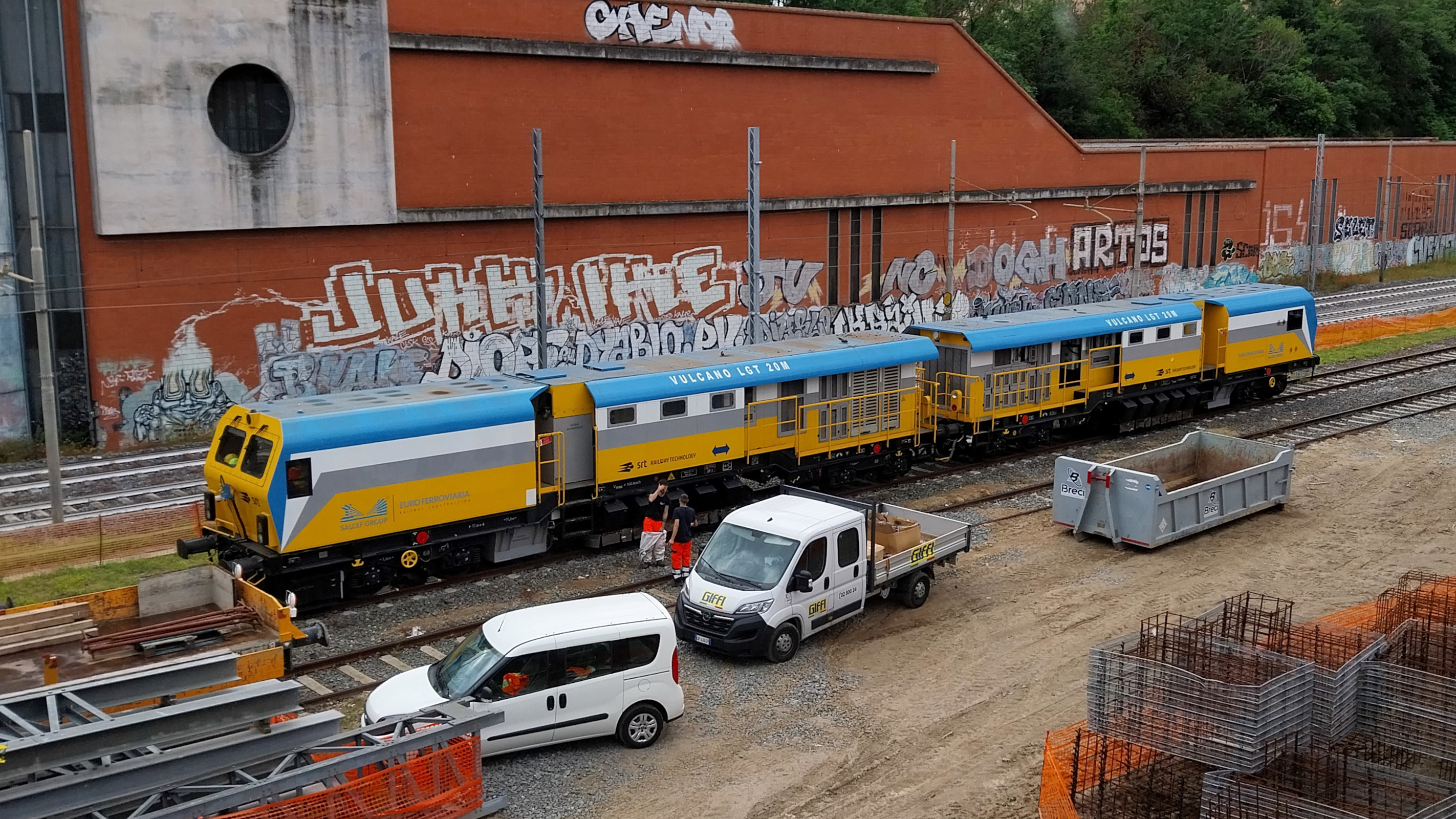
Treno molatore Vulcano LGT 20M alla stazione metro Garbatella di Roma

Il treno molatore - anche riprofilatore o di fresatura - è un veicolo appartenente alla categoria dei treni cantiere utilizzato per lavori ferroviari in qualsiasi ambito (ivi comprese, quindi, le tranvie o i trasporti metropolitani).
In Italia il codice ferroviario di tipologia di tale mezzo è TML.
Tali macchine hanno la funzione primaria di rimuovere le imperfezioni e i difetti dal piano di rotolamento delle rotaie, sì da rendere uniforme la superficie di contatto delle ruote e ridurre vibrazioni, rumore e anomalie.

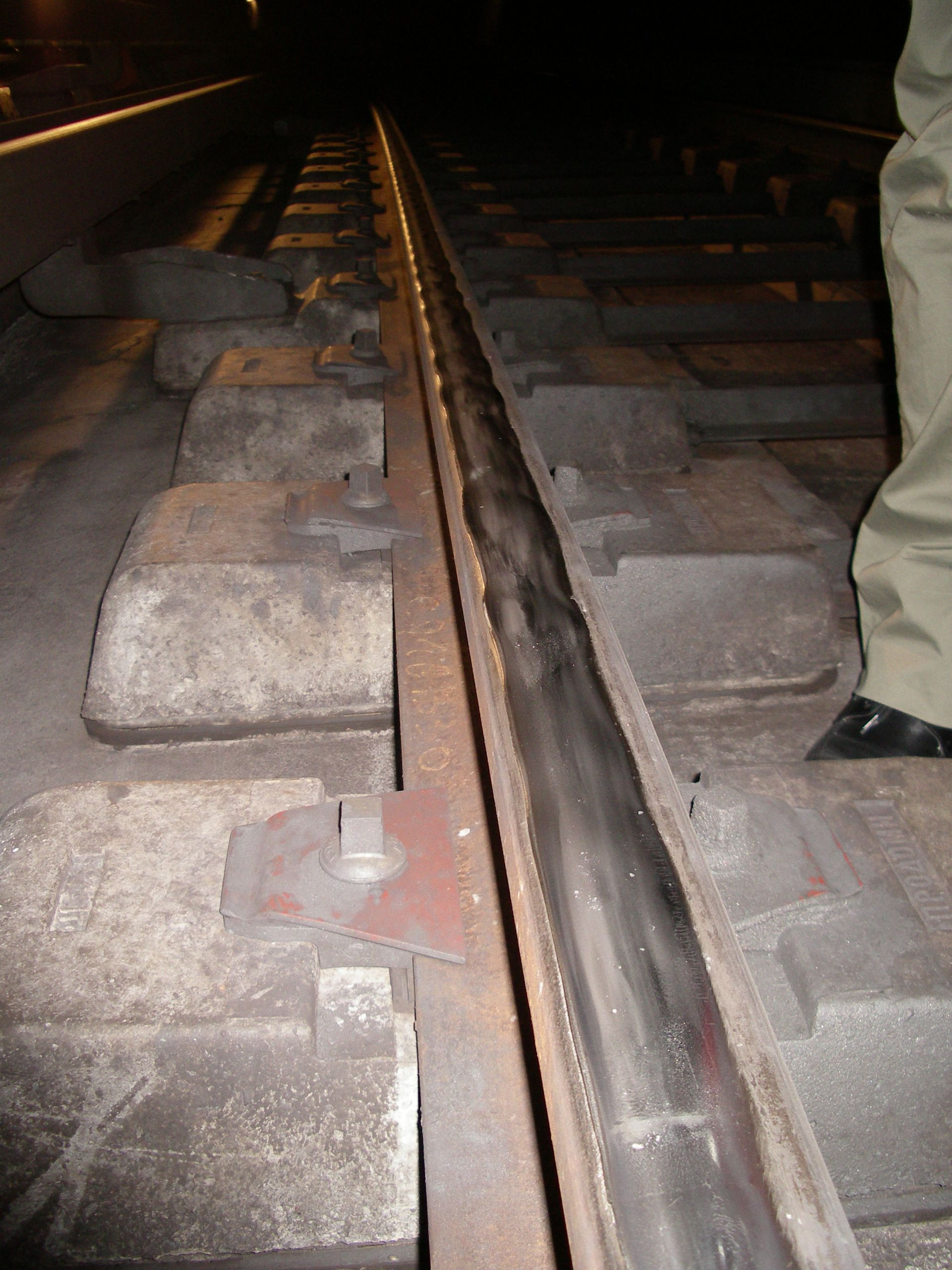
Binario fortemente ondulato

L'esercizio ferroviario causa piccoli danni alla superficie di contatto tra ruota e rotaia: frenate, accelerazioni, presenza di impurità, difetti metallurgici possono col tempo causare cricche e fessurazioni, appiattimenti del profilo curvo, formazione di bave e consumi asimmetrici sul metallo delle rotaie.
Il difetto più frequente è il diverso consumo del binario lungo una tratta, dove si vengono a formare deformazioni ondulatorie che sollecitano maggiormente gli organi meccanici dei carrelli e creano movimenti fastidiosi per i passeggeri.
I problemi sul binario vengono solitamente identificati tramite treni e tram d'ispezione, che controllano la superficie del binario grazie a sensori ottici e accelerometri. Di seguito, i treni molatori procedono a levigare alla perfezione la superficie danneggiata, rimuovendo uno spessore variabile di metallo (da 5 centesimi a un decimo di millimetro per passata), effettuando diverse passate in modo da non lasciare imperfezioni che potrebbero diventare nuovi punti di partenza per fessure e corrosione.

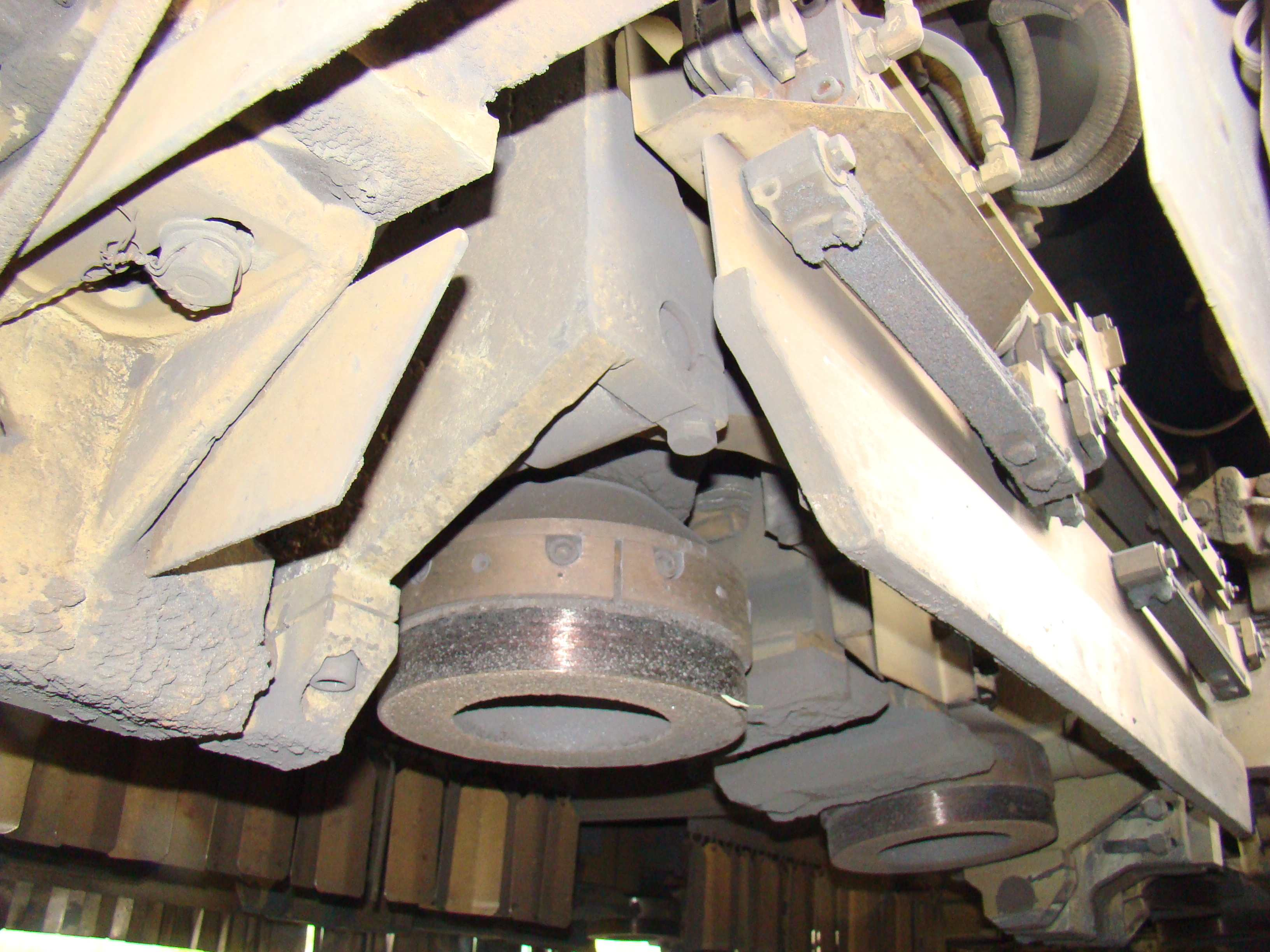
Le mole abrasive

I treni molatori sono dotati di un numero variabile di mole, da una quindicina a circa sessanta, e possono intervenire sul binario ad una velocità operativa di che va da 1 a 5–6 km/h.
La lavorazione del profilo deve avvenire con una tolleranza dimensionale ottima, intorno al decimo di millimetro sull'asse trasversale, e minore di un centesimo di millimetro su oltre 30 metri di lunghezza per quanto riguarda l'asse longitudinale. Una buona lavorazione ha rugosità della superficie lavorata inferiore a 2-3 micron.
Esistono veicoli speciali per la molatura degli scambi e per l'utilizzo su reti urbane strada-rotaia (come quelle dei tram). Le molatrici possono essere dotate di sistemi di aspirazioni tradizionali o di attrezzature dedicate al lavoro in galleria.